# Белгија на Светском првенству у атлетици у дворани 2016.
Белгија је на 16. Светском првенству у атлетици у дворани 2016. одржаном у Портланду (САД) од 17. до 20. марта учествовала шеснаести пут, односно учествовала је на свим првенствима до данас. Репрезентацију Белгије представљало је четири такмичара, који су се такмичили у штафети 4х400 м.,
На овом првенству Белгија није освојила ни једну медаљу. У табели успешности према броју и пласману такмичара који су учествовали у финалним такмичењима (првих 8 такмичара) Белгија је са 4 учесника (штафета) у финалу делила 40. место са 3 бодова.
| Плас. | Земља   | 1. место | 2. место | 3. место | 4. место | 5. место | 6. место | 7. место | 8. место | Бр. финал. | Бод. |
| ----- | ------- | -------- | -------- | -------- | -------- | -------- | -------- | -------- | -------- | ---------- | ---- |
| =40.  | Белгија | 0        | 0        | 0        | 0        | 0        | 4        | 0        | 0        | 4          | 3    |

## Учесници
Мушкарци:
- Дилан Борле — 4 х 400 м
- Жонатан Борле — 4 х 400 м
- Робин Вандербемден — 4 х 400 м
- Кевин Борле — 4 х 400 м

## Резултати

### Мушкарци
| Атлетичарка        | Дисциплина | Лични рекорд | Квалификације   | Квалификације | Финале   | Финале | Детаљи |
| Атлетичарка        | Дисциплина | Лични рекорд | Резултат        | Место         | Резултат | Место  | Детаљи |
| ------------------ | ---------- | ------------ | --------------- | ------------- | -------- | ------ | ------ |
| Дилан Борле        | 4 х 400 м  | 3:02.87 НР   | 3:07,39 КВ, НРС | 1. у гр. 1    | 3:09,71  | 6 / 7  |        |
| Жонатан Борле      | 4 х 400 м  | 3:02.87 НР   | 3:07,39 КВ, НРС | 1. у гр. 1    | 3:09,71  | 6 / 7  |        |
| Робин Вандербемден | 4 х 400 м  | 3:02.87 НР   | 3:07,39 КВ, НРС | 1. у гр. 1    | 3:09,71  | 6 / 7  |        |
| Кевин Борле        | 4 х 400 м  | 3:02.87 НР   | 3:07,39 КВ, НРС | 1. у гр. 1    | 3:09,71  | 6 / 7  |        |